# موموتارو ۱۰۳۵۳
سیارک ۱۰۳۵۳ (به انگلیسی: 10353 Momotaro، نامگذاری:1992YS2) ده هزار و سیصد و پنجاه و سومین سیارک کشف شده‌است که در ۲۰ دسامبر ۱۹۹۲ کشف شد.
قدر مطلق سیارک برابر ۴۴٫۶ است.